# Caroline Santos
Pour les articles homonymes, voir Gomes et Dos Santos.
Caroline Gomes dos Santos, née le 6 février 1996, est une taekwondoïste brésilienne, vice-championne du monde des poids léger en 2019.

## Carrière
Aux Championnats du monde 2019, elle remporte la médaille d'argent des -62 kg, battue en finale par la Turque İrem Yaman.
Elle est médaillée d'or des moins de 62 kg aux Championnats du monde féminins de taekwondo 2021 à Riyad.
Elle est médaillée d'argent dans la catégorie des moins de 62 kg aux Championnats du monde de taekwondo 2023 à Bakou.

## Palmarès

### Championnats du monde
- Médaille d'or des -62 kg aux Championnats du monde 2021 à Riyad (Arabie saoudite)
- Médaille d'argent des -62 kg aux Championnats du monde 2019 à Manchester (Royaume-Uni)
- Médaille d'argent des -62 kg aux Championnats du monde 2023 à Bakou (Azerbaïdjan)